# Neurobezzia
Neurobezzia is een geslacht van stekende muggen uit de familie van de knutten (Ceratopogonidae).

## Soorten
- N. granulosa (Wirth, 1952)